# 淡島海岸
淡島海岸（あわしまかいがん）は、徳島県阿南市福村町および畭町にある紀伊水道に面した海岸である。夏季には淡島海水浴場が開かれる。

## 地理
阿南市福村町と畭町にまたがる海岸で、全長は1.5kmある。海岸の面前には橘湾が広がり、青島・中津島・烏帽子島・丸島などの小島が浮かび、福村磯は磯釣りの名所となっている。
夏季には淡島海水浴場が開かれ、昭和の詩人である野口雨情は、かつて「海の眺めぢゃ淡島あたり夏は涼しい浜遊び」と称賛した。海水浴場は毎年7月1日より開かれ、脱衣場・シャワー・トイレ・売店・警官詰所等が設置される。

## 交通
- JR牟岐線阿南駅より車で約10分。